# Conophytum subfenestratum
Conophytum subfenestratum är en isörtsväxtart som beskrevs av Schwant.. Conophytum subfenestratum ingår i släktet Conophytum, och familjen isörtsväxter. Inga underarter finns listade i Catalogue of Life.

## Bildgalleri

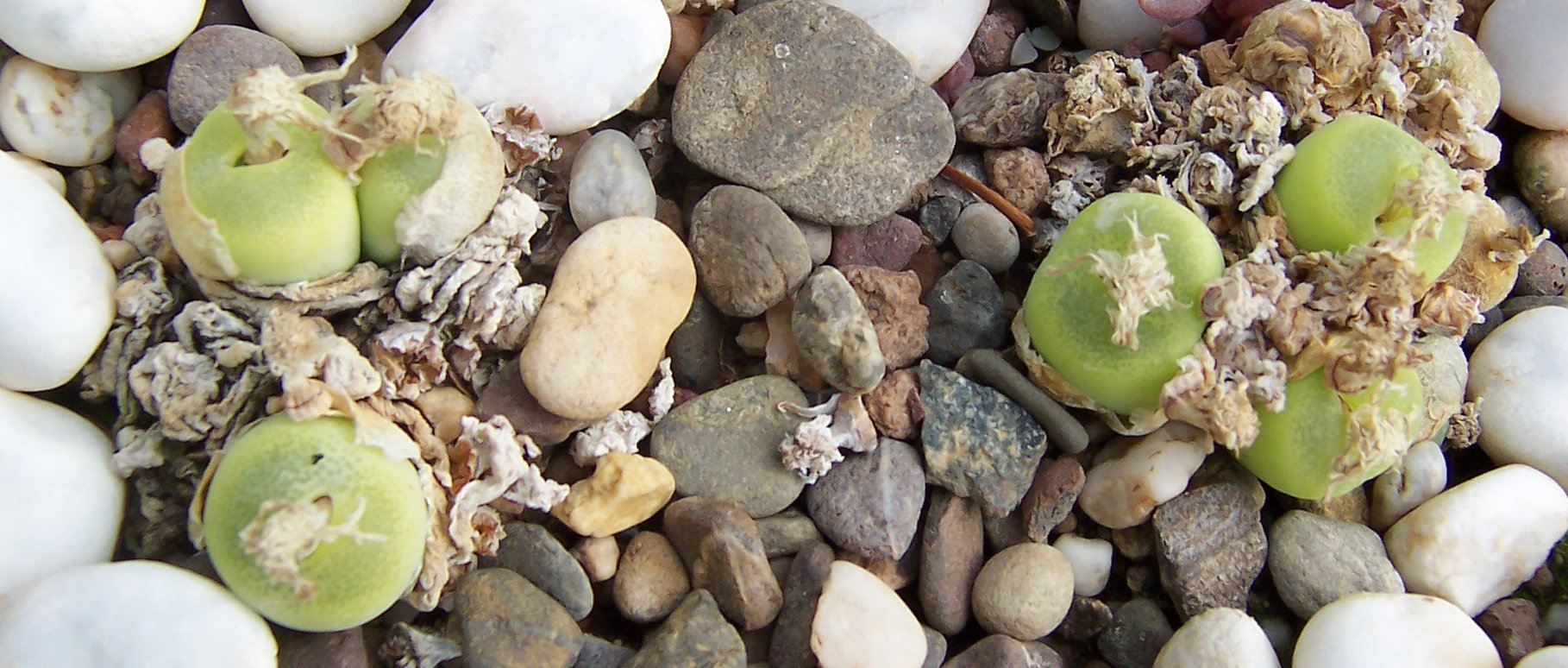